# Ernst Tewes
Ernst Tewes CO (* 4. Dezember 1908 in Essen; † 16. Januar 1998 in München) war ein deutscher Priester. Er war von 1968 bis 1984 Weihbischof der römisch-katholischen Kirche im Erzbistum München und Freising.

## Leben
Bereits mit 14 Jahren engagierte er sich im Bund Quickborn, 1926 begegnete er auf Burg Rothenfels erstmals Romano Guardini, der ihn nachhaltig prägte. Tewes studierte ab 1928 in Bonn, Münster und Tübingen Theologie und wurde am 16. Februar 1934 zum Priester für die Erzdiözese Köln geweiht. Nach zwei Kaplansjahren war er weitere zwei Jahre in der Wandernden Kirche des Bistums Berlin tätig. 1939 legte er als Priester der Kongregation der Oratorianer des Hl. Philipp Neri die Gelübde ab.
Von 1940 bis 1945 war er als wehrdienstleistender Soldatenseelsorger.
Als katholischer Kriegspfarrer und somit Soldat im Offiziersrang wurde Tewes im August 1941 mit dem Kinder-Massaker in Bjelaja-Zerkow (Bialacerkiew), ein ukrainischer Ort 70 km von Kiew, persönlich konfrontiert. Während er mit seinem evangelischen Kollegen Gerhard Wilczek am 20. August im Kasino beim Mittagstisch saß, bat ihn ein verstörter Unteroffizier um Hilfe. Zuvor, zwischen dem 8. und 19. August, waren mehrere hundert jüdische Männer und Frauen in der Nähe der Kaserne von einem Zug der Waffen-SS mit Hilfe ukrainischer Miliz unter Führung von SS-Oberscharführer Jäger erschossen worden; die Kinder der Ermordeten hatte man in einem Gebäude am Ortsrand eingesperrt gehalten. Am Abend des 19. August wurde ein Teil der Kinder mit drei vollbesetzten Lastwagen abtransportiert und erschossen. Etwa 90 Kinder waren zurückgeblieben. Tewes und Wilczek begaben sich am 20. August, als ihnen der Soldat von den Kindern berichtete, zu diesem Gebäude. Ihr Meldeschreiben vom 22.8. dokumentiert: „Wir fanden ungefähr 90 Kinder in 2 kleinen Räumen zusammengepfercht in schmutzigstem Zustand, deren Wimmern schon in der Nachbarschaft des Hauses zu hören war. Eine Anzahl Kinder, vor allem Säuglinge, waren völlig erschöpft und fast leblos. Eine deutsche Wache oder Beaufsichtigung war nicht anwesend, lediglich ein mit einem Gewehr bewaffneter Ukrainer hielt Wache. Deutsche Soldaten hatten ungehindert Zutritt zur Besichtigung und äußerten ihre Empörung über diese furchtbaren Zustände. Da diese Ereignisse sich innerhalb des Befehlsbereich der deutschen Wehrmacht abspielten und somit zu einer Schädigung des Ansehens der deutschen Wehrmacht führen mußten, begaben wir uns sofort zur Ortskommandantur und machten Meldung.“ Die Kriegspfarrer machten Meldung bei der Ortskommandantur, dann bei der Feldkommandantur und informierten die Divisionspfarrer der 295. Infanterie-Division. Gemeinsam mit Tewes und Wilczek besichtigten der katholische Divisionspfarrer Reuss (nach dem Krieg Weihbischof in Mainz) und sein evangelischer Kollege Kornmann das Elend. Die Erschießung der ca. 90 Kinder fand am Tag nach der Verhandlung beim Feldkommandanten auf Befehl des Standartenführers Blobel, auf Weisung des Oberbefehlshabers der 6. Armee, Generalfeldmarschall von Reichenau, nahe einem Waldstück statt.
Nach seiner Rückkehr aus der sowjetischen Kriegsgefangenschaft ab 1945 kehrte Tewes ins Oratorium (Sitz der Weltpriestergemeinschaft der Oratorianer) von München zurück. Er wurde 1954 zum ersten Pfarrkurat, 1957 zum Pfarrer der neu errichteten Oratorianer-Pfarrei St. Laurentius.
Im Jahr 1963 übertrug ihm der Münchner Erzbischof Julius Döpfner die Leitung des neu eingerichteten Seelsorgereferates am Ordinariat. Am 3. Juli 1968 wurde er zum Titularbischof von Villamagna in Proconsulari ernannt mit der Aufgabe, im Erzbistum München und Freising Weihbischof für den Seelsorgebezirk München zu sein. 1972 wurde er Dompropst des Metropolitankapitels.
In der Zeit der Sedisvakanzen 1976–1977, zwischen der Amtszeit der Erzbischöfe von Julius Döpfner und Joseph Ratzinger, wie auch 1982, zwischen der von Joseph Ratzinger und Friedrich Wetter, verwaltete Tewes als vom Domkapitel gewählter Kapitularvikar kommissarisch das Erzbistum.
1983 trat er vom Amt als Titularbischof von Villamagna zurück und am 31. Juli 1984 emeritierte er von seinem Amt als Weihbischof des Erzbistums München und Freising.
Während seiner Tätigkeit für die Münchner Erzdiözese setzte er sich – zusammen mit Gerhard Gruber und Bernhard Egger – insbesondere für die Einführung der Berufe Gemeindereferenten und Pastoralreferenten ein. Er war wesentlich an der Initiierung, dem Auf- und Ausbau von Projekten der Citypastoral in der Münchener Innenstadt beteiligt, wie der Gründung der Münchner Insel unter dem Marienplatz und dem offenen Angebot der Innenstadtkirche St. Michael (München) (Fünf nach Fünf; Kirche ohne Vorzimmer).
Tewes arbeitete als Vertreter der Deutschen Bischofskonferenz in der Arbeitsgruppe zur Erstellung der Einheitsübersetzung mit.
1977 war Tewes einer der beiden Mitkonsekratoren bei der Bischofsweihe von Josef Ratzinger in München.

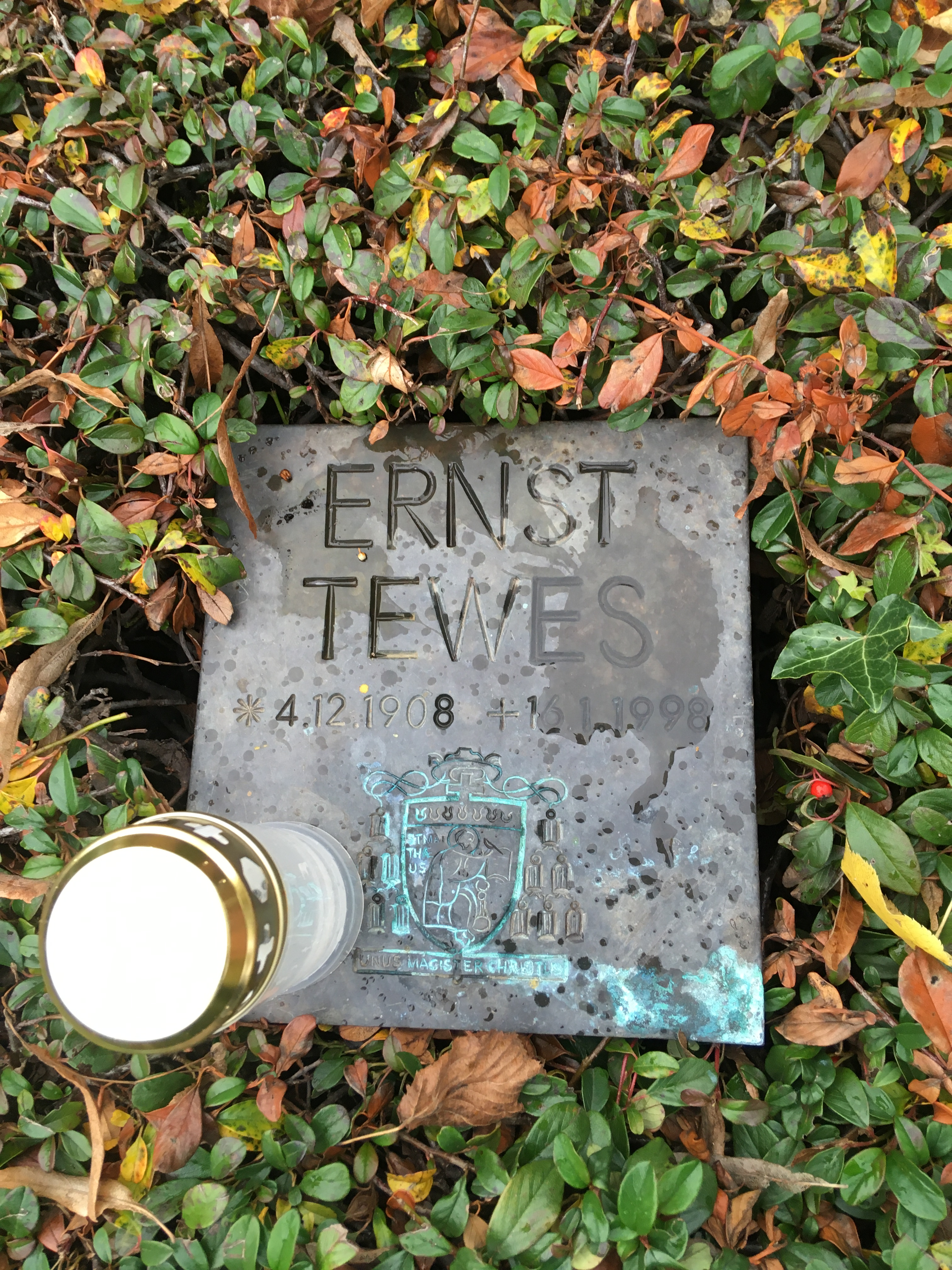
Grabmal von Bischof Ernst Tewes auf dem Friedhof der Oratorianer an St. Laurentius München

Ernst Tewes wurde auf dem Friedhof der Pfarrei St. Laurentius beerdigt.

## Auszeichnungen
- 1978: Ehrendoktor der Katholisch-Theologischen Fakultät der Ludwig-Maximilians-Universität München
- 1987: Großes Verdienstkreuz der BRD
- 1989: Romano-Guardini-Preis der Katholischen Akademie von Bayern

## Werke

### Publikationen in Buchform
- Briefe an die Gemeinde aus St. Laurentius München, München 1966.
- Liturgie und Kirchenbau, 1966
- Die Feier der Heiligen Messe zur Erstkommunion, 1966
- Pfarrgemeinde St. Laurentius, 1954 – 1964, 1966
- Schwerpunkt der pastoralen Erneuerung. München 1969.
- mit Heinz Fleckenstein, Gerhard Gruber und Georg Schwaiger: Ortskirche – Weltkirche. Festgabe für Kardinal Döpfner, Würzburg 1973.
- Das zweite Vatikanische Konzil – Zwanzig Jahre danach, Planegg 1986.
- Seelsorger bei den Soldaten 1940–1945, Planegg 1986.
- als Hrsg.: Weggefährte in bedrängter Zeit. Briefe an Priester, München 1986.
- als Hrsg. mit Gerhard Gruber, Friedrich Bauer und Ehrenfried Schulz: Einer ist euer Meister: Christus. Predigten und geistliche Reden. München 1993, ISBN 3-87904-147-4 (Enthält die Bibliographie Tewes: S. 255–257).

### Beiträge in Sammelwerken
- Vorwort. In: Albert Keller (Hrsg.): Fragen an den Glauben. Ein Sonntagsforum. Frankfurt am Main 1979.
- Geleitwort. In: Lorenz Zettl (Hrsg.): Fünf nach Fünf in St. Michael. Hundertmal Gedanken nach dem Tag. Mit einem Geleitwort von Regionalbischof Ernst Tewes (= Pfeiffer-Werkbücher. Band 136). München 1976, ISBN 3-7904-0192-7 (Dokumentiert Ansprachen aus dem Projekt Fünf nach Fünf und enthält drei Ansprachen von Ernst Tewes).
- Geleitwort. In: Peter Neuhauser (Hrsg.): Fünf nach Fünf in St. Michael. Hundertmal Gedanken nach dem Tag. Folge Zwei. Mit einem Geleitwort von Regionalbischof Ernst Tewes (= Pfeiffer-Werkbücher. Band 145). München 1976, ISBN 3-7904-0271-0.
- Kardinal Julius Döpfner, Erzbischof von München und Freising (1961–1976). In: Georg Schwaiger (Hrsg.): Das Erzbistum München und Freising im 19. und 20. Jahrhundert, Wewel-Verlag  München 1989 (= Geschichte des Erzbistums München und Freising. Band 3), ISBN 3-87904-156-3, S. 424–442.

### Zeitschriftenartikel (in Auswahl)
- Romano Guardini. Eine Gedenkrede zu einem Tod. In: Liturgisches Jahrbuch. Band 19, 1969, S. 129–149.
- Postulat an eine zeitgemäße Priesterausbildung. Erziehung der menschlichen Tugenden durch praktische Einübung. In:  Sacra Congregazione per l’Edicatione Catholica (Hrsg.): Seminaria. Jahrgang 3, Rom 1969, S. 563–572.
- Hauskirche in unserer Gemeinde. Orte der Hoffnung. In: entschluss. Jahrgang 35, 1980, S. 4–6.
- Die Kleinen und Stillem im Land, In: entschluss. Jahrgang 37, 1982, Heft 7/8.
- Toleranz und Weite des Geistes. Zur Verleihung des Romano-Guradini-Preises an Walter Dirks und Josef Pieper. In: zur debatte.Jahrgang 11, 1981, Heft 3.
- Kirche ... Mißverständnis und Ärgernis. In: Geist und Leben. Jahrgang 57, 1984, S. 244–287.
- Gegenwärtig ist Christus in seinem Wort. In: Katholische Akademie der Diözese Rottenburg-Stuttgart (Hrsg.): Hohenheimer Protokolle – Gottes Wort in den Spuren der Zeit. 1989, S. 87–90.

## Einzelbelege
1. ↑  Ernst Klee, Willi Dreßen, Volker Rieß: Schöne Zeiten. Judenmord aus der Sicht der Täter und Gaffer. Frankfurt am Main 1988, S. 143.

| Personendaten    | Personendaten                                                                                        |
| ---------------- | --- |
| NAME             | Tewes, Ernst                                                                                         |
| KURZBESCHREIBUNG | deutscher Geistlicher, Weihbischof der römisch-katholischen Kirche im Erzbistum München und Freising |
| GEBURTSDATUM     | 4. Dezember 1908                                                                                     |
| GEBURTSORT       | Essen                                                                                                |
| STERBEDATUM      | 16. Januar 1998                                                                                      |
| STERBEORT        | München                                                                                              |